# Henry Tayali
Henry Nkole Tayali (22 de noviembre de 1943 - 22 de julio de 1987)  fue un artista plástico políglota de Zambia , escultor, grabador y conferenciante. Ha sido descrito como el pintor más famoso de Zambia, y el artista más admirado.

## Datos biográficos

### Primeros años
Tayali nació el 22 de noviembre de 1943 , hijo de Edward Nkole Tayali (1914–1995) y Esnati Mumba Tayali (nacida Chola, 1923–1963) en Serenje en la colonia británica de Rodesia del Norte (posteriormente llamada Zambia), una población cercana aledaña a la roca y las pinturas rupestres de Nsalu de 12000 años de antigüedad. Su padre, el mayor de cinco hermanos ,obtuvo una beca para estudiar en la Universidad de Sudáfrica, pero no pudo emplearla, porque su madre murió repentinamente , y decidió permanecer junto a sus hermanos pequeños para cuidarles. Con el fin de darles sustento, el padre de Tayali emigró de Rodesia del Norte para trabajar en Bulawayo en Rodesia del Sur, terminando en el departamento de Vivienda y Servicios.
Henry Tayali era el mayor de siete hermanos y hermanas (ver también,). Los hermanos crecieron en una atmósfera llena de literatura escrita y oral, inspirándose en los cuentos populares locales y en los cuentos europeos de aventura y exploración. Su padre, Edward, era también un consumado narrador de cuentos tradicionales y expresiones idiomáticas y citas de África, y tenía un ingenio fácil.  Como resultado, fue Tayali un buen lector y dotado de una conciencia política artística que, para cuando tenía dieciocho años, había leído un buen compendio de las grandes novelas de la literatura de Occidente, de autores como Alejandro Dumas , James Fenimore Cooper , Robert Louis Stevenson y Mark Twain . Parte de esta influencia puede verse en sus primeras pinturas de acuarela.

## Educación

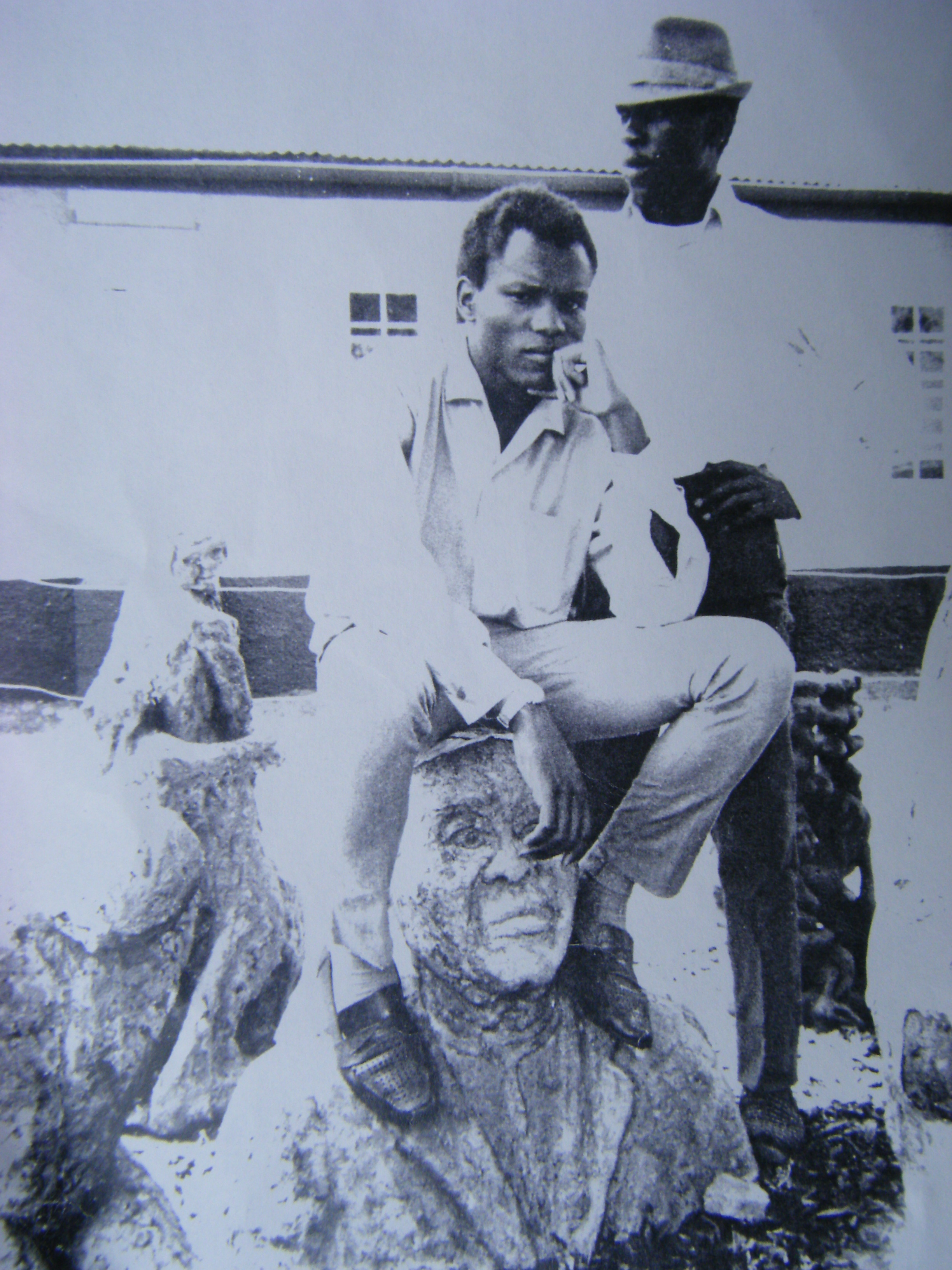
Henry Tayali en la Universidad Makerere, Kampala, Uganda

Tayali comenzó a pintar primero en la escuela en Bulawayo a finales de 1950. Asistió a la escuela secundaria en la Mpopoma High School de Bulawayo y durante este tiempo produjo la obra Destino.  El producto de la venta de sus pinturas fue incluido en el Fondo de Pintura Henry Tayali , administrado por un Patronato entre los que figuraban Eric Gargett y EH Ashton . El dinero en el Fondo sería liberado cuando Henry accediese a la Universidad.
A principio de 1967,antes de la obtención del Certificado de Nivel 'O' para Cambridge , Tayali dejó Rodesia (el Sur se había desgajado cuando Zambia obtuvo la independencia en 1964) por Zambia, y solicitó una beca del Gobierno de Zambia - expresando su interés por la Arquitectura y el Arte. Con la ayuda de su padre (que había ido a la escuela en la Lubwa Mission de Chinsali en Rodesia del Norte con Kenneth Kaunda (Presidente de Zambia 1964 - 1991), Simon Kapwepwe (Vicepresidente 1967–1970), y Wesley Nyirenda y otros , y que presionó al Ministerio de Educación en Ridgeway en Lusaka en su nombre), fue galardonado con una beca del Gobierno de Zambia para estudiar en la Universidad Makerere de Uganda  en Kampala, donde se graduó en 1971 con un grado de Bachelor of Arts . Poco después Idi Amin tomó el poder en Uganda, Tayali regresó a Zambia y entonces comenzó a trabajar en la Universidad de Zambia donde se unió al Instituto de Estudios Africanos en Lusaka como lector en Arte africano y posteriormente como Artista de la  Universidad. En 1972, Tayali consiguió acceder a una beca del Servicio de Intercambio Académico Alemán (DAAD) para estudiar un Master en Bellas Artes en la Staatliche Kunstakademie Düsseldorf, Alemania Occidental, siendo pionero y abriendo nuevos caminos para los artistas africanos -fue el primer africano del sur del Ecuador en obtener una beca de arte de la DAAD.
Su profesor, Gerd Weber, dijo de él: "De todos los estudiantes extranjeros que han trabajado en mi clase, Henry Tayali es con mucho el más talentoso de todos ellos. Su obra constituye una síntesis entre el arte africano tradicional, las herramientas y técnicas de la era moderna".
Después de graduarse en 1975, y habiendo aprendido a hablar con fluidez en alemán (además de Inglés, Bemba, Ndebele, y Ngoni), volvió a Lusaka uniéndose al Instituto de Estudios Africanos.
A principios de 1978, Tayali regresó a Alemania Occidental para embarcarse en los cursos de grado de Doctor en Bellas Artes en la Akademie für Bildende Künste, pero, por desgracia, los acuerdos no funcionaron y volvió a Zambia amargamente decepcionado.

## Matrimonio y familia
En 1971, se casó con María Regina Birungi Kivubiro cuando aún estaba en Uganda, y justo antes de regresar a Zambia y tuvieron un hijo en 1972, Rhodrick Tayali. Regina murió en 1976. Tayali tuvo una hija en 1980, Katwishi Alanda Tayali, seguida en 1983 por un hijo, Chaswe Angio Tayali, con Rosemary Kaluwa, con quien después se casó. El hijo de Tayali Rhodrick es un diseñador de objetos y de interiores - Diploma-Designer (FH) - por su formación y graduado de la Escuela Técnica Superior de Aquisgrán , y también es un artista consumado por derecho propio. Comenzó a pintar cuando apenas contaba veinte años , y ha celebrado regularmente exposiciones en Alemania desde finales de los noventa. Él está afincado en Colonia,  Alemania. La hija de Tayali, Katwishi, vive en Lusaka y también es artista.
Tayali murió el 22 de julio de 1987, mientras visitaba a su hijo mayor y amigos de la familia del Moiks / MOIK-Becker en Aquisgrán , Alemania Occidental, después de asistir a la boda de un hermano menor suyo en Inglaterra. Fue enterrado en el cementerio de la Colina Leopardos en Lusaka.

## Carrera

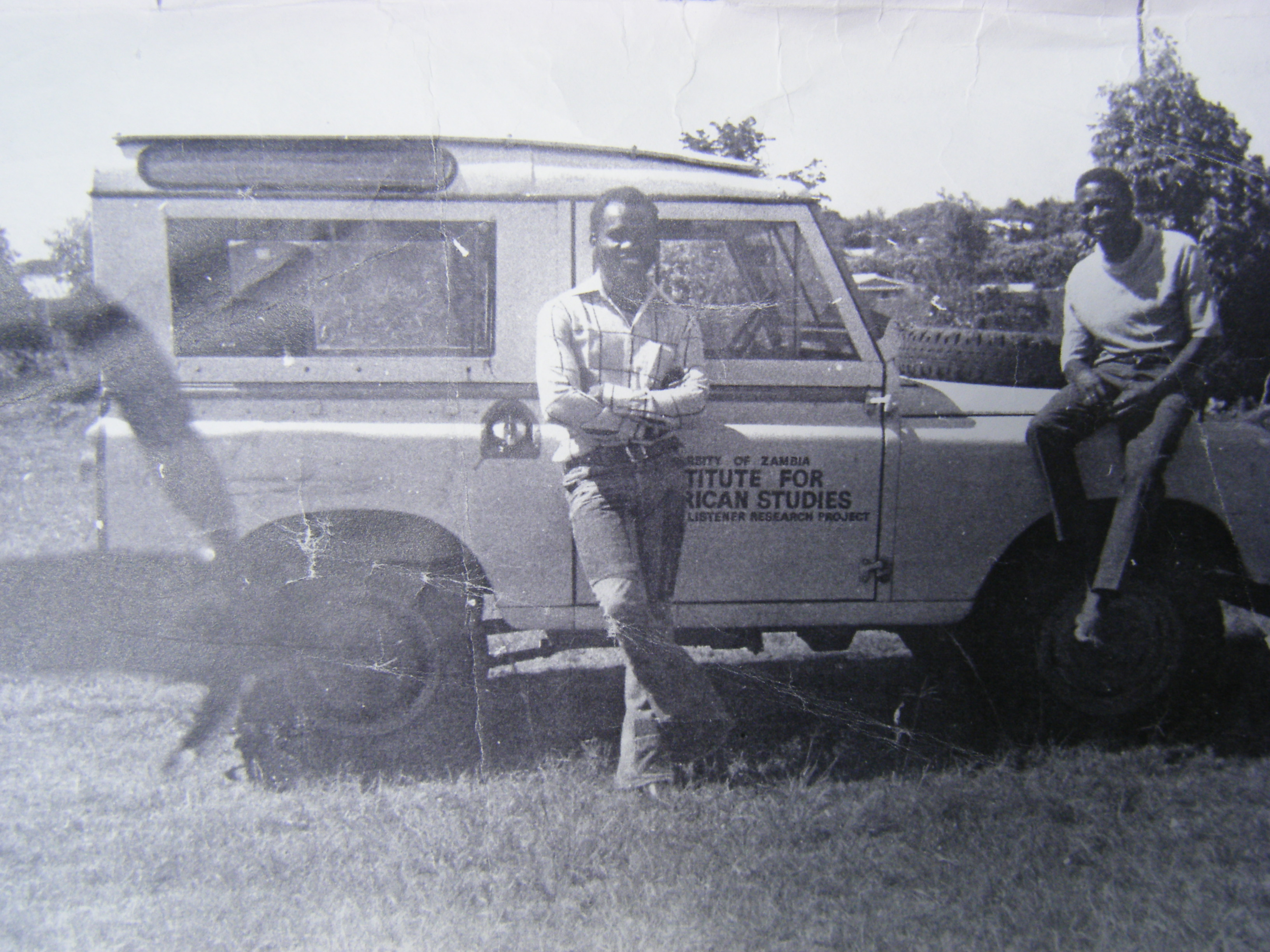

Tayali estaba muy interesado en el arte desde su nacimiento. Cuando la familia residía en Bulawayo, el talento natural de Tayali fue detectado a tiempo por Alex de Lambeth, que dirigía el Departamento de Asuntos Africanos del Ayuntamiento de Bulawayo. Lambeth alentó a Tayali a proseguir con una carrera artística, y le matriculó en un curso de ilustración. Esto llevó a la primera exposición de Henry en Bulawayo a la edad de quince años. Su carrera en la pintura despegó después de eso, con el uso de la acuarela, Tayali comenzó a producir obras variadas, vibrantes y dinámicas como Sunset Road y Destino. También produjo esculturas, entre ellas El Graduado en el campus de la Universidad de Zambia, en Lusaka, así como serigrafías y grabados en madera , algunos de estos fueron impresos como tarjetas de felicitación y se vendieron a través de quioscos y librerías. Tayali realizó exposiciones en Lusaka, Bulawayo, Aquisgrán, Düsseldorf , Londres ( Commonwealth Institute , 1983), Alberta, y Toronto , así como en Zambia, donde algunas de sus exposiciones fueron inauguradas por Kenneth Kaunda , primer presidente de Zambia. Estuvo asociado con artistas, escritores y políticos, incluyendo a Simon y Cynthia Zukas, Andrew Sardanis y el Profesor Americano Melvin Edwards en Zambia y en el extranjero, muchos de ellos se convierten en amigos de por vida. También hubo exposiciones conjuntas y apoyo, como el de la Alianza Francesa. Sus obras siguen siendo exhibido en Zambia y en todo el mundo.  Numerosos trabajos se conservan en colecciones privadas en todo el mundo.
Tayali también fue un entusiasta de la fotografía, después de haber cursado estudios de fotografía para sus Masters, y siempre llevaba su fiel Leica réflex con él, dondequiera que iba.  En sus proyectos para la Universidad, produjo un enorme catálogo de fotografías (a menudo positivando él mismo los negativos, y habiendo hecho diapositivas) de objetos y personas - trabajó duro con el fin de preservar el recuerdo para la posteridad Algunas de las fotografías que tomó en sus viajes de campo alrededor de Zambia se convirtieron en tarjetas postales.
Otros trabajos incluyen esfuerzos para establecer una Escuela de Bellas Artes en Zambia y numerosos viajes de campo en Zambia para registrar y preservar las artes y las culturas de las diversas tribus para la posteridad - incluyendo grabaciones de audio.  Estuvo involucrado en la organización de la asistencia - y formó parte - de la delegación de Zambia en la ceremonia del Segundo Festival de las Artes y la Cultura de África  en Lagos , Nigeria , 1977 (FESTAC'77).
Además de dar conferencias en la Universidad de Zambia, Tayali también dio una conferencia en el Colegio Evelyn Hone cerca del centro de la ciudad de Lusaka.
Él era también crítico de restaurantes y hoteles - tras haber viajado por todo el mundo - y en ese papel también viajó ampliamente por Zambia.

## Obras

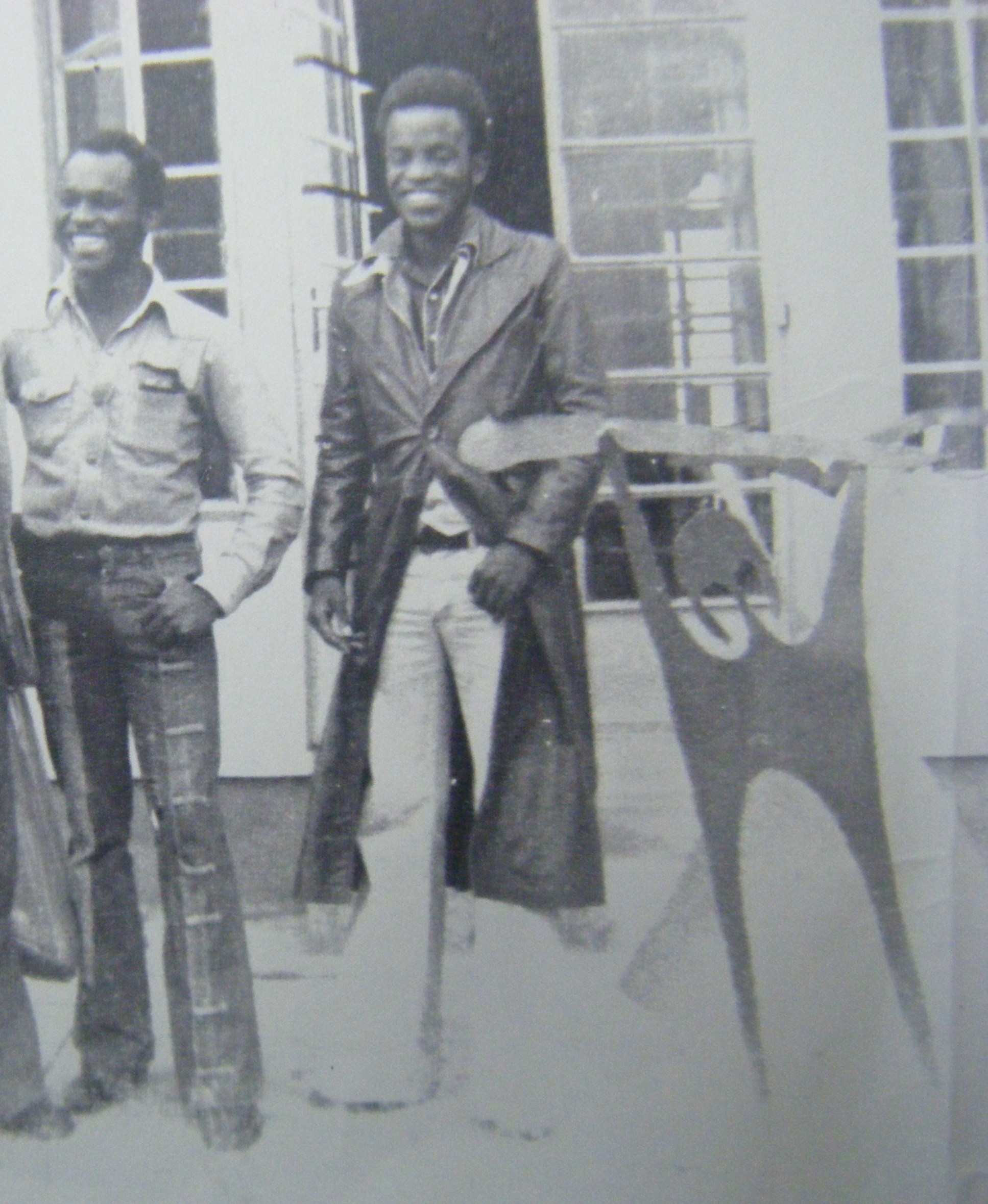
Henry Tayali y su hermano Bright Tayali y las primeras esculturas en metal, Barrio Roma, Lusaka, 1976

Cuando era joven, Tayali había comenzado su pintura con colores de agua, produciendo obras de gran detalle, viveza y dinamismo - la representación de figuras humanas muy similar a las del pintor renacentista italiano Miguel Ángel (por ejemplo, las acuarelas conservadas en el Archivo Nacional de los Estados Unidos: véase Enlaces externos a continuación) - antes de progresar hacia la pintura al óleo. Sus pinturas evolucionaron desde el estilo académico de finales de los cincuenta / sesenta / y primeros setenta, a la  semi-abstracción, y finalizando en el minimalismo en el momento de su muerte. Sus pinturas fueron diferenciadas, mezclando estilos africanos y occidentales, lo que reflejó las influencias en su vida.
Las pinturas de Tayali variaron en tamaño desde la pequeña escala hasta los grandes murales - como el de la Embajada de Alemania en Lusaka - y muy grandes lienzos de más de dos metros de largo por metro y medio como mínimo.
Sus xilografías y serigrafías siguen prácticamente los mismos estilos compositivos de toda la segunda mitad de su vida, y él los utiliza para hacer comentarios honestos sobre la vida de sus personajes- lo ordinario, común, la gente de Zambia (y Zimbabue antes), en particular los jardines de cerveza con sus caracteres, sus múltiples facetas, su rico tapiz de reuniones sociales y las interacciones sociales (véase el Bier Garten abajo). Del mismo modo, no dejó de representar sus observaciones del mendigo solitario en la calle, o las mujeres comerciante del mercado, o los políticos en África.  No estaba en contra de usar su arte para hacer comentarios sobre cualquiera de ellos.
Desde muy joven, Tayali siempre había estado interesado en las esculturas y modelado - y produjo esculturas como The Graduate visto aquí en el banner de la página web de la Universidad de Zambia , en el campus UNZA de Great East Road . Financiado por donaciones de la Lotería del Estado de Zambia, la Corporación anglo-estadounidense y algunas personas, que representa a un estudiante que se gradúa con su traje y el birrete, el libro en la mano izquierda que significa el progreso a través del aprendizaje en el mundo moderno, y el azadón en la mano derecha , símbolo del duro trabajo y el progreso a través de la agricultura que ha apuntalado el país en general. Hacia 1976, comenzó a trabajar con esculturas de metal soldadas. En un principio estas fueron muy simples a causa de su falta de experiencia en el medio y en la técnica, pero en el momento de su muerte, había una majestuosa complejidad en ellas - probablemente el ejemplo más famoso es el toro, que fue montado en el camino hacia el Aeropuerto Internacional de Lusaka .
Su pintura Destino, producida mientras Tayali todavía estaba en la escuela, ha sido descrita como "un intento de expresar los profundos pensamientos de un joven serio, sobre las luchas de la humanidad ahora y en el futuro" y se ha exhibido en todo el mundo. En 1991, fue comprado por el Lechwe Trust , una fundación que apoya a artistas visuales en Zambia. Tayali tuvo una estrecha asociación con la Galería Mpapa, donde sus obras se exhiben a menudo.
Hablando de su trabajo en 1979, Tayali dijo: "Mi arte tiene que ver con el sufrimiento de la gente y yo quiero que sea el eco de ese sufrimiento. Veo los problemas del continente ... Estoy grabando lo que mi pueblo y yo  sentimos , pero no trato de dar respuestas a nuestros problemas".
Escribiendo en 1980, el académico estadounidense Bob Barde coloca los grabados en madera de Tayali al mismo nivel que los grandes grabadores de Europa, como Käthe Kollwitz y Théodore Géricault. Los temas representados en los xilograbados de Tayali eran por lo general sobre las personas comunes de África, y los sentimientos evocados por sus tribulaciones diarias, y el paisaje político imperante de la época. Barde describió sus grabados como "poderosos" y dijo que "parece destinado a jugar un papel importante en el arte africano moderno."
A lo largo de su vida, Henry Tayali era infatigable, en pos a lograr sus objetivos. Abstemio, defendía una ética de dedicación al trabajo , que siguió, a menudo trabajando - tanto como estudiante y como adulto - largas horas cada día a fin de completar las tareas que se había propuesto.  Y ello a pesar del hecho de que estaba plagado de dolores de estómago persistentes durante su vida adulta, después de ingerir accidentalmente astillas de vidrio roto de una botella de Coca-Cola cuando era un adolescente.
Por un lado personal, con sus vaqueros salpicados de pintura, también tenía un excelente sentido del humor para contrarrestar su enfoque serio del trabajo, lo que se ve , aparte de en sus palabras, en algunas de sus obras, que representa sujetos con exagerados atributos físicos. El escritor de arte, Jean Kennedy dijo que el trabajo de Tayali, "hace declaraciones fuertes, a menudo aderezado con humor, acerca de tragedias personales y comunales".

## Legado

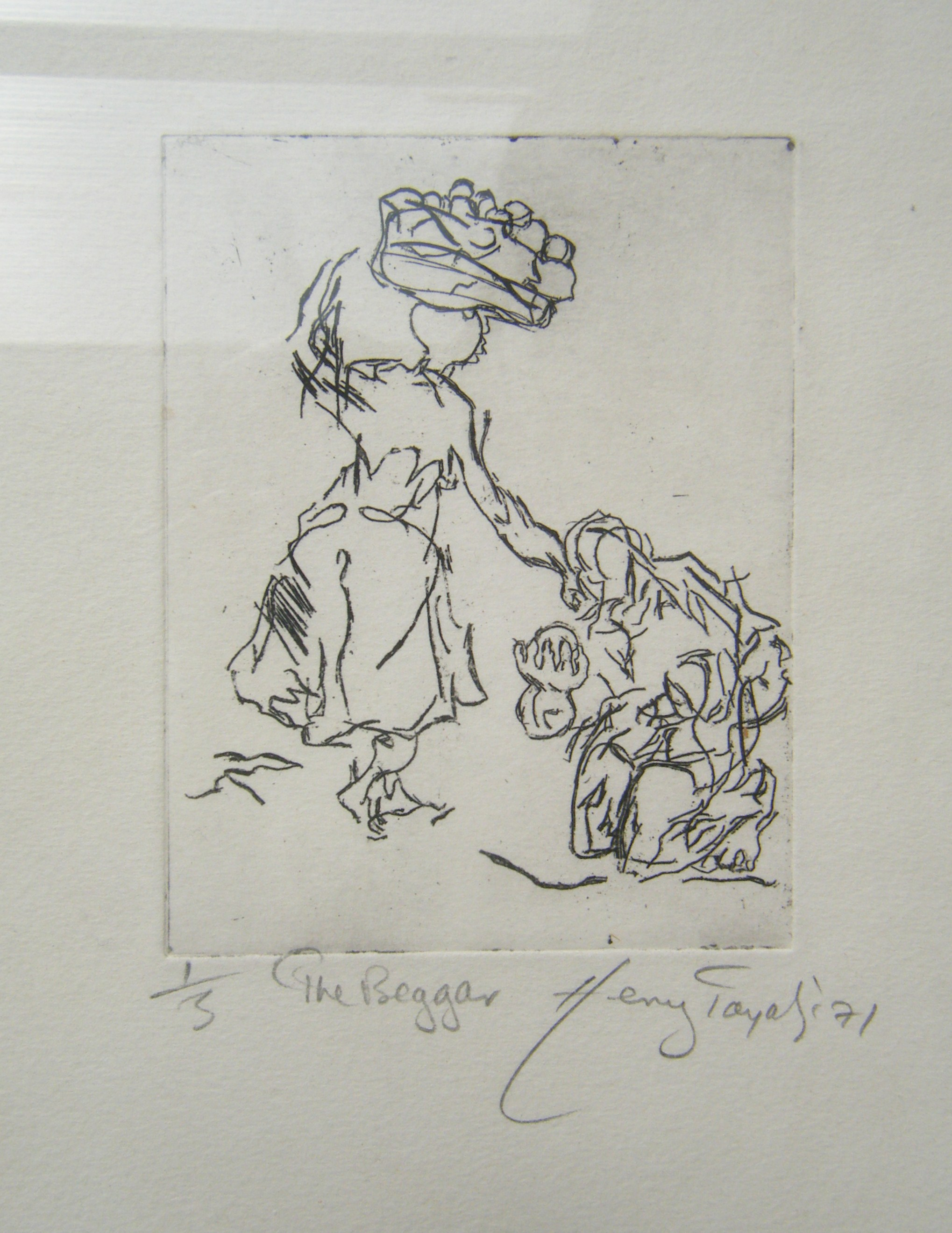
The Beggar, 1971, xilografía, 1/3
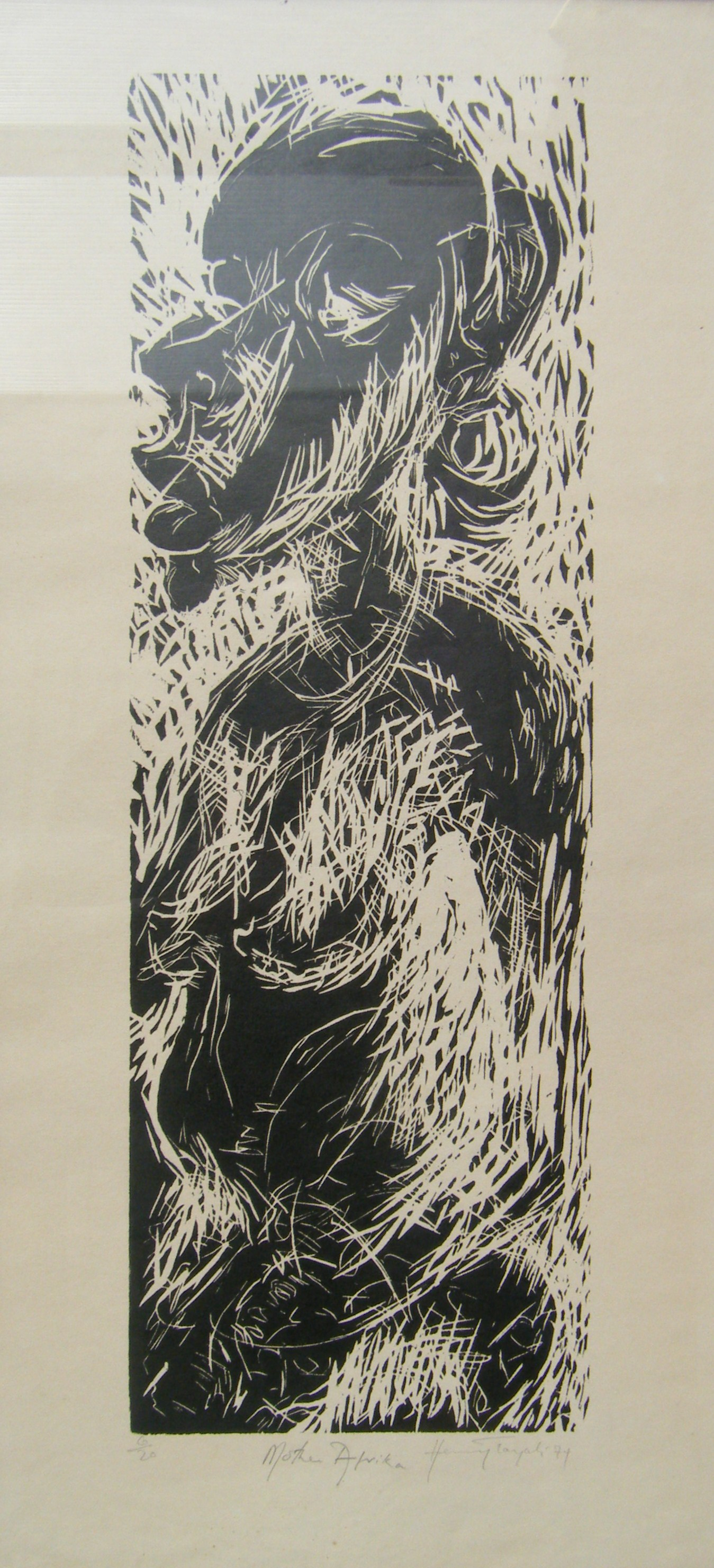
Mother Afrika, 1974, xilografía, 6/20
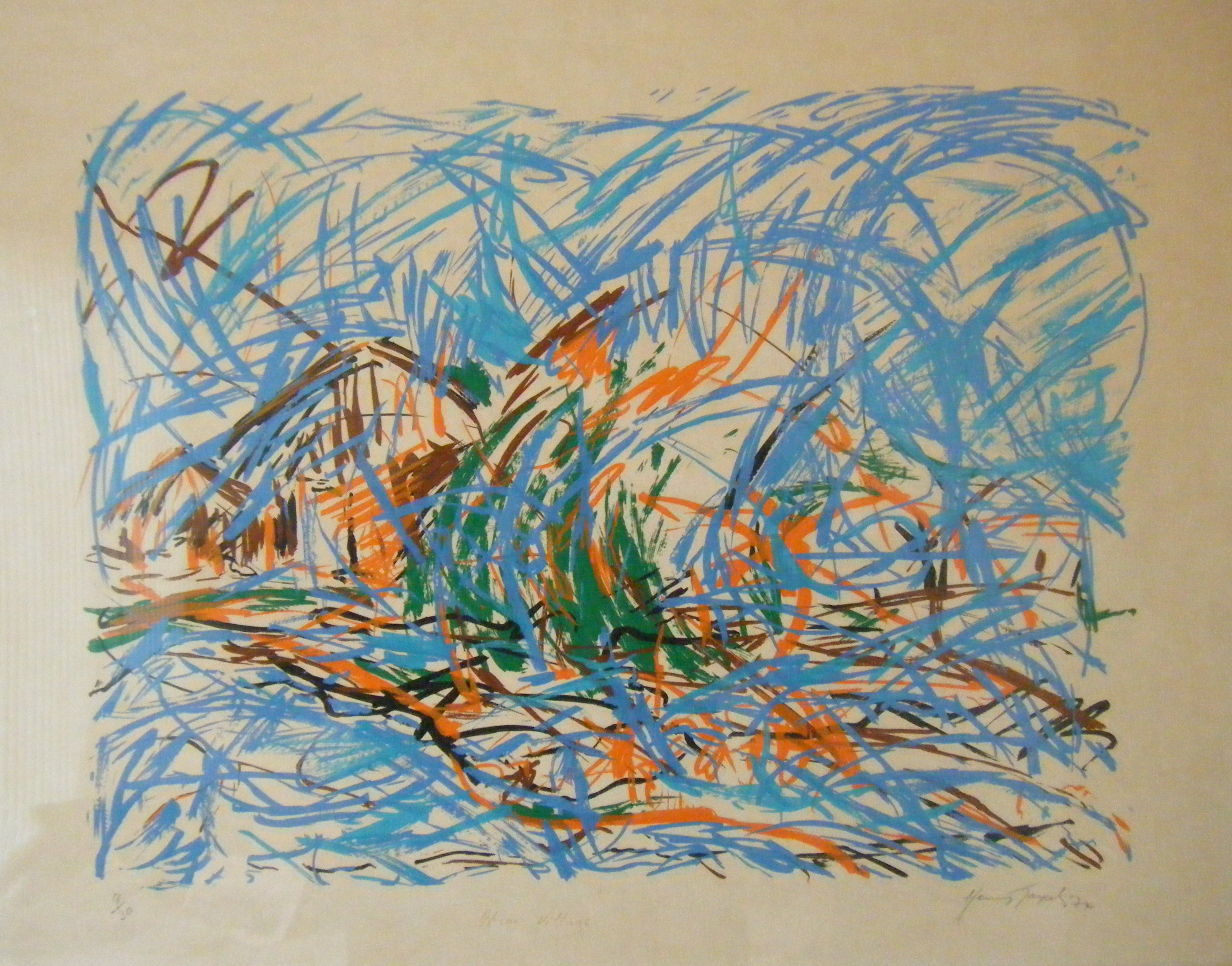
The Village, 1974, serigrafía, 9/30
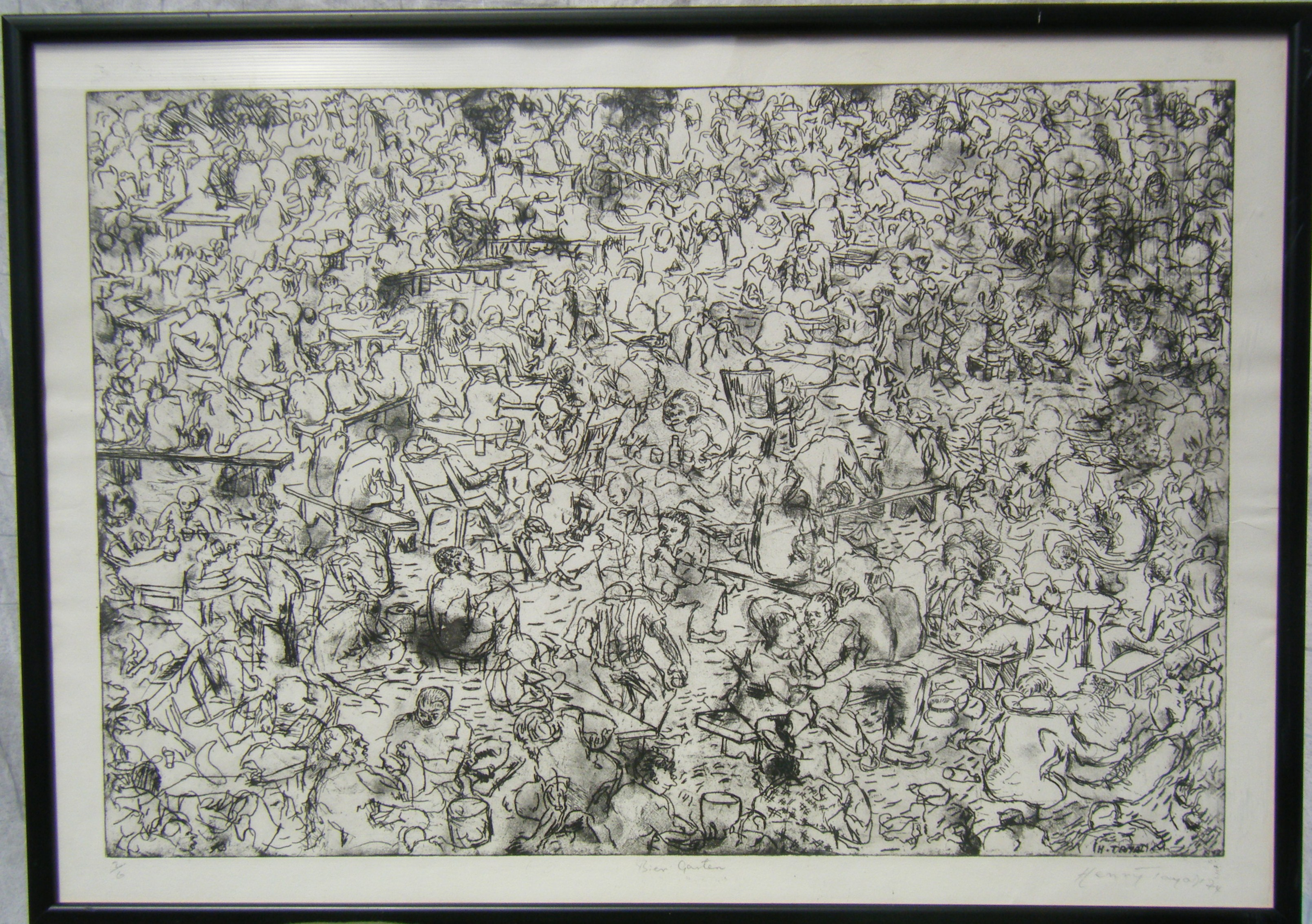
Bier Garten, 1974, xilografía, 2/6
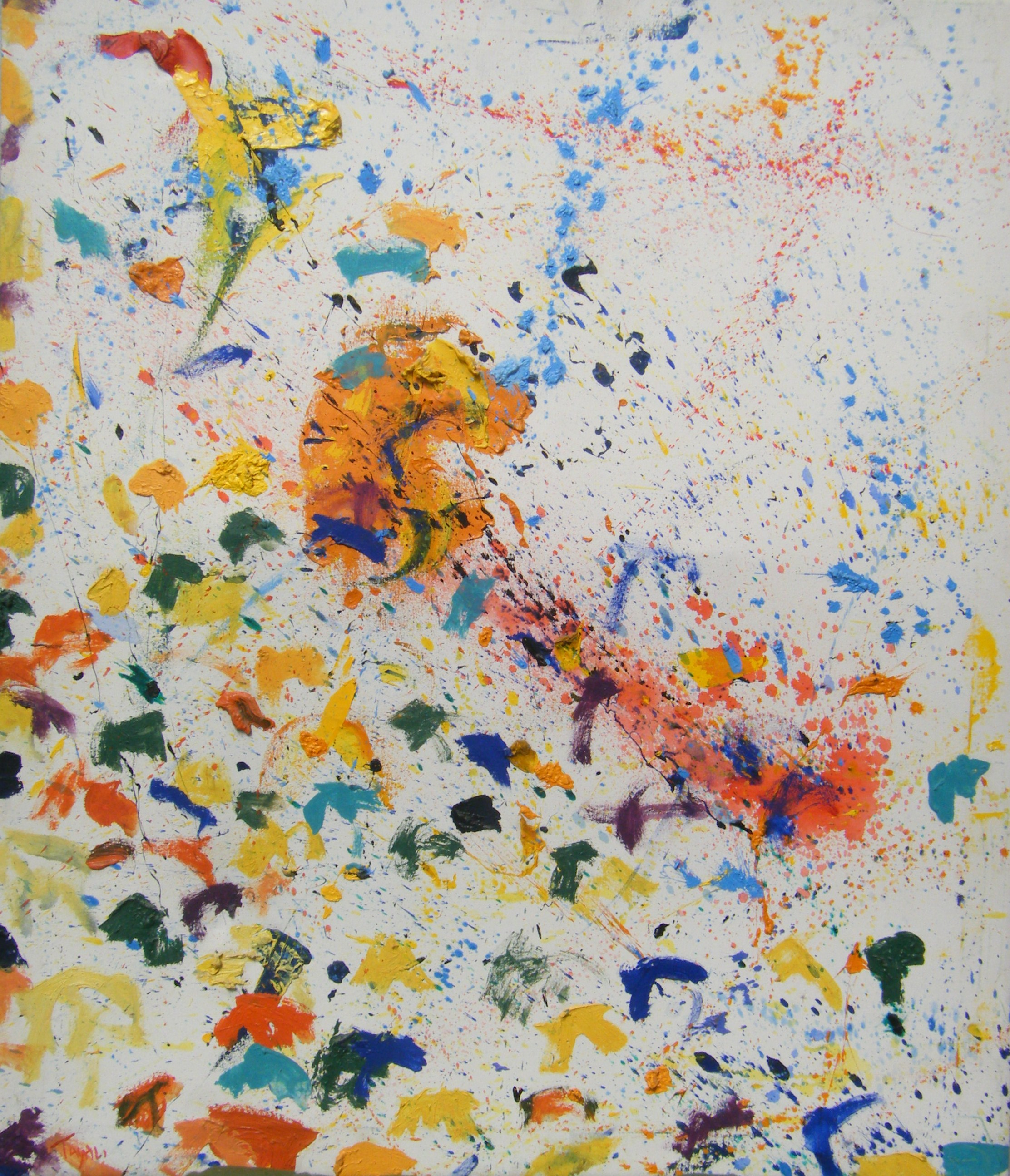
Pintura Abstracta, mediados de los 80

(pinchar sobre la imagen para agrandar)